# Ginglymia acrirostris
Ginglymia acrirostris là một loài ruồi trong họ Tachinidae.